# Slavische voornamen

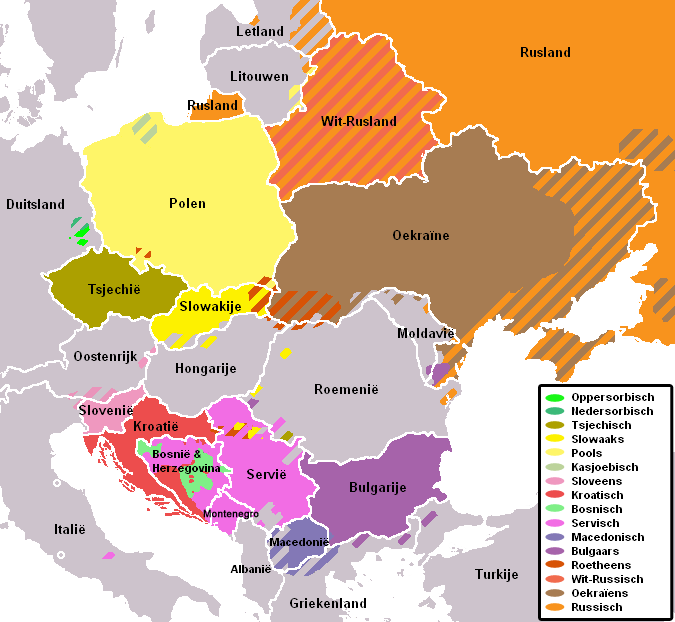
Kaart van Slavische talen in Europa

De Slavische voornamen worden afgeleid uit de Slavische talen en zijn het populairst in Slavische landen zoals Wit-Rusland, Bulgarije, Kroatië, Tsjechië, Polen, Rusland, Servië, Slowakije, Slovenië, Oekraïne.
De Slavische namen zijn of vreedzaam of krijgshaftig in karakter, hebben vaak een voorchristelijke of middeleeuwse oorsprong en, in tegenstelling tot namen van andere culturen, verwijzen niet rechtstreeks naar goden of wapens. Dit misschien omdat de namen van goden, evenals de bewapening, taboe waren. De enige uitzonderingen zijn de namen Mieczysław (miecz = zwaard) en een familie die van namen met het affix moeras of boh, God betekent (bijvoorbeeld, Bogdan); dit wordt uiteindelijk afgeleid uit een woord dat "betekent; rijk" en zijn gebruik in namen werd beïnvloed door het christendom. Een kind werd ergens tussen 7 en 10 jaar oud een volwassenenstatus verleend en kreeg dan een nieuwe volwassenennaam tijdens het ritueel van “postrzyżyny”, het eerste kapsel.
De Slavische namen zijn gewoonlijk abstract en beschrijven iemands karakter, of spreken een wens uit voor een goede toekomst of er spreekt eerbied voor familieleden uit.

## Geschiedenis van Slavische namen
In pre-christelijke traditie zou een kind jonger dan 7–10 jaar oud een ”vervangnaam" dragen (bijvoorbeeld Niemój "niet mijn" , Nielub "niet-bemind"), waarvan het doel was om het duidelijke belang van een kind te verminderen en hem of haar te beschermen tegen de nieuwsgierigheid van kwaadwillenden. Deze praktijk kwam waarschijnlijk op dat ogenblik uit het bestaan van een hoog noodlottigheidstarief voort voor jonge kinderen. De over het algemeen traditionele namen waren dominant totdat het christendom (de rooms-katholieke en de oosters-orthodoxe kerk) de dominante religie werd. Op het Concilie van Trente (1545-63) werd besloten dat elke katholiek een christelijke voornaam in plaats van een inheemse zou moeten hebben.

### Namen inPolen
Na het verbod op het gebruik van inheemse niet-christelijke namen, probeerde vooral de protestantse Poolse adel om traditionele namen, zoals Zbigniew en Jarosław te bewaren. De gewone mensen neigden ertoe om alleen namen van christelijke kalender te kiezen. Er waren slechts een paar heiligen met namen van Slavische oorsprong, zoals Kazimierz (Casimir de Heilige), Stanisław (Stanislaus van Krakau), Wacław (Wenceslaus de Heilige) en Władysław (Ladislaus I van Hongarije). Namen die naar God verwezen (bijvoorbeeld Bogdan, Bogumił) werden ook toegestaan.

### Namen inRusland
De oude Russische namen werden gebaseerd op om het even welk Russisch woord (als bijnaam). In de 13de eeuw, toen het aantal christelijke en niet-christelijke voornamen over gelijke werd, begon de populariteit van Oud-Russische namen te dalen, en zij progressief werden bijnamen of secundaire namen (bijnamen). Nochtans, duurde het gebruik van oude Russische namen in de 17e eeuw voort, en zelfs nobles bleef hen als " gebruiken; everyday" namen (hoewel het bijna bepaald is dat zij onder een voornaam werden gedoopt).

### Namen vandaag
Deze situatie duurde tot 19e en 20e eeuw, toen de traditionele namen, vooral van historische heersers en helden, populair werden tijdens de opleving van het nationalisme. In Polen bijvoorbeeld herleefden vele vergeten namen, zoals Bronisław, Bolesław, Dobiesław, Dobrosław, Jarosław, Mirosław, Przemysław, Radosław, Sławomir, Wiesław, Zdzisław, en Zbigniew; en nieuwe degenen leidden tot, zoals Lechosław en Wieńczysław. vandaag, worden de traditionele Slavische namen goedgekeurd door de christelijke Kerk en bij een kind gegeven doopsel.

## Voorbeelden van betekenis van Slavische namen
De voornamen aan enig lexeem komen uit woorden van het dagelijkse leven of d' voort; bijvoeglijke naamwoorden, de voorbeelden:

### Vrouwelijke voornamen
- Brana (beschermt)
- Dobra (goed)
- Duša (ziel)
- Jagoda (aardbei)
- Kalina (boom van lijsterbes)
- Kveta, Cveta (bloem)
- Luba, Ljuba (liefde, gehouden van)
- Mila (liefde, gehouden van)
- Miluša (vriendelijk)
- Mira (vrede)
- Nada (hoop)

- Rada (gelukkig)
- Slava (renommee, roem)
- Snežana (vrouw van sneeuw)
- Sveta (licht, sterke heilig of)
- Vera (vertrouwen)
- Vesela (gelukkig)
- Vesna (bevoegdheid)
- Viktorie
- Zlata (goud)
- Zora (dageraad)
- Żywia, Živa (levend)

### Mannelijke voornamen
- Borya (gevecht)
- Darko (cadeau)
- Dragan (zeer, gehouden van)
- Dusan (ziel)
- Gniewko (woede, woedend)
- Goran (man van berg)
- Lasota (man van bos)
- Miłosz (liefde)
- Mladen (jongeman)
- Nayden (gevonden)

- Nebojša (moedig)
- Nemanja (zonder bezit)
- Ognjen (het vuur)
- Plamen (het vuur)
- Radost (geluk)
- Vlad (regel, leider)
- Vuk (wolf)
- Yasen (boom van as)
- Zdravko (gezondheid)

## Namen samengesteld uit tweelexemen(voorvoegsel en suffix), de voorbeelden
Voorvoegsel of het suffix:
- sław/slav - betekenis: roem. Voorbeelden: Jaroslav, Stanisław, Vladislav, Bolesław, Bogusław
- mir/mier - betekenis: vrede, wereld, prestige. Voorbeelden: Casimir, Vladimir, Sławomir, Miroslav, Dragomir.
- wład/vlad - betekenis: regel, leider. voorbeelden: Vladimir, Władysław, Vladan.
- bog/boh - betekenis: God, rijk, lot, kans. Voorbeelden: Bogdan, Bogusław, Bożena, Bohumil, Bogomil.
- woj/voj - betekenis: oorlog, oorlogen. Voorbeelden: Wojciech, Vojislav.
- rad - betekenis: vreugde, aan de zorg. Voorbeelden: Radosław, Radomir, Radovan.
- lub/ljub - betekenis: liefde, voordeel. Voorbeelden: Lubomir, Lubovl.
- mił/mil - betekenis: liefde, voordeel. Voorbeelden: Milan, Milena, Milovan, Vlastimil.
- dobro - betekenis: kwaliteit, goed. Voorbeelden: Dobrogost, Dobroslav, Dobrawa.
- wence/vac/więce - betekenis: groter. Voorbeelden: Venceslas, Václav.
- gniew/hnev - betekenis: woede, woedend. Voorbeelden: Zbigniew, Gniewomir.
- bor - betekenis: gevecht, soldaat. Voorbeelden: Boris, Sambor, Borzysław.
- drog/drag/droh - betekenis: zeer bemind. Voorbeelden: Predrag, Dragomir, Miłodrog.
- bron/bran/barn - betekenis: beschermt, verdedigt. Voorbeelden: Bronisław, Barnim, Bronimir.
- dom - betekenis: huis. Voorbeelden: Domasław, Domoľub, Domamir.
- lud - betekenis: de mensen. Voorbeelden: Ludmila, Ludomir.
- jar/yar - betekenis: lage toon, heftig. Voorbeelden: Jarosław, Jaropełk, Jarmila.